# Шпак-малюк сан-кристобальський
Шпак-малю́к сан-кристобальський (Aplonis dichroa) — вид горобцеподібних птахів родини шпакових (Sturnidae). Ендемік Соломонових Островів.

## Опис
Довжина птаха становить 20 см. Дорослі птахи мають повністю чорне металево-блискуче забарвлення, за винятком коричневих першорядних і другорядних махових пер. Дзьоб і лапи чорні, очі червоні. Молоді птахи коричнюваті, очі у них оранжеві.

## Поширення і екологія
Сан-кристобальські шпаки-малюки є ендеміками острова Макіра (або Сан-Кристобаль). Вони живуть у вологих рівнинних тропічних лісах.